# 金鳳祚
金 鳳祚（キム・ボンジョ、朝鮮語: 김봉조、1905年1月19日または1907年 - 1983年5月5日）は、日本統治時代の朝鮮および大韓民国の教育者、公務員、政治家。制憲・第2代韓国国会議員。
本貫は義城金氏、朝鮮時代の文臣の金漢卿の子孫である。字は致勲、号は松崗。

## 経歴
慶尚北道青松郡出身。和睦公立普通学校（現・和睦初等学校）、大邱啓聖中学校、平壌崇実専門学校（現・崇実大学校）農科、中央大学法学科卒。
啓聖中学校教員を経て、光復後は金泉中学校校長、金泉女子中学校校長、慶北女子中学校（現・慶尚中学校に統合）校長、釜山東新中学校校長、嶺南商業高等学校（現・釜山情報高等学校）校長、慶尚北道学務課長を歴任した。1948年の初代総選挙では教育協会の候補として、1950年の第2代総選挙では無所属の候補として青松郡選挙区から出馬・当選し、憲法委員会委員、中央教育委員会委員、国会文教委員会委員長を務め、国会議員在任中に自由党に入党した。1954年の第3代総選挙では落選したため、大田師範学校校長を務めた。1960年の第5代総選挙では無所属で出馬したが、再び落選した。